# Тулажелдормаш (стадион)
«Тулажелдормаш» — стадион, расположенный в Привокзальном округе города Тулы, вместимостью 2000 человек.

## История
Стадион в поселке Мясново был построен предприятием ЗАО «Тулажелдормаш» в 1996 году.
Стадион «Тулажелдормаш» открыт 5 июля 1996 года матчем команд 4-й зоны третьей российской лиги «Луч» (Тула) — «Булат» (Череповец). В этом матче хозяева выиграли 3:0, первый гол на 57-й минуте встречи забил Пётр Баклагин.
В настоящее время «Тулажелдормаш» имеет футбольное поле с натуральным газоном. Также в состав входят: гостиница, тренажёрный зал, бильярдная, раздевалки, тренерская. Стадион имеет трибуны с деревянными сиденьями, вмещающими до 2000 человек. В 2013 году было установлено электронное табло. С июля 2013 года является тренировочной базой тульского «Арсенала».